# Un Anglais sous les tropiques (roman)
Pour les articles homonymes, voir Un Anglais sous les tropiques.
Un Anglais sous les tropiques (titre original en anglais : A Good Man in Africa) est un roman de William Boyd paru dans sa langue d'origine en 1981.

## Résumé
Morgan Leafy travaille à l'ambassade britannique de Nkongsbamba en Afrique. Sam Adekunlé, en campagne présidentielle, lui demande de décider le Dr Murray à ne pas s'opposer à la vente de l'un de ses terrains. Morgan s'éprend de Priscilla, la fille de son chef Fanshawe mais elle rompt. Il conquiert Celia Adekunlé. Murray reste sur son opposition à la vente du terrain. Adekunlé est élu. Morgan fait l'amour avec Chloé Fanshawe. Murray est tué et Adékunlé va pouvoir vendre son terrain. Morgan s'interroge sur son avenir.

## Adaptation cinématographique
- Le roman a été adapté au cinéma sous le même titre (titre original : A Good Man in Africa) par Bruce Beresford en 1994.